# Javion Hamlet
Javion Lamarcus Hamlet  (Memphis, Tennessee; 28 de abril de 1998) es un jugador de baloncesto estadounidense que pertenece a la plantilla de los Tianjin Pioneers de la CBA china. Con 1,93 metros de estatura, juega en la posición de base.

## Trayectoria deportiva

### Universidad
Jugó durante una temporada 2016-2017 en la Motlow State Community College y se trasladó a Buffalo al término de la temporada. Se fue de Buffalo solo unas semanas después de llegar y finalmente fue transferido a Northwest Florida State College, lo que le provocó no poder disputar la siguiente temporada. Tras disputar la temporada 2018-19 en Northwest Florida State College, finalizaría su período universitario en los North Texas Mean Green de la Universidad del Norte de Texas, donde jugaría desde 2019 a 2021.

### Profesional
Tras no ser elegido en el Draft de la NBA de 2021, el 26 de agosto de 2021, firma por el Bnei Herzliya de la Ligat ha'Al para disputar la temporada 2021-22, pero fue cortado sin disputar ningún partido. El 24 de noviembre de 2021firmó con el ALM Évreux Basket de la LNB Pro B.
El 5 de enero de 2022 firmó con los Texas Legends de la NBA G League. Fue despedido el 27 de febrero de 2022.